# تشيتاب
تشيتاب (بالفارسية: چیتاب) هي مدينة تقع في إيران في ناحية كبغيان. يقدر عدد سكانها بـ 1,561 نسمة .